# Continuidad asistencial
La coordinación asistencial es la capacidad de los servicios sanitarios para ofertar
sincronizadamente un objetivo asistencial común sin que se produzcan desencuentros
que perjudiquen al paciente, independientemente del lugar y del tiempo en el que sea atendido. Esta es una de las expectativas que con más frecuencia ha sido expresada por los pacientes y el personal sanitario. La continuidad asistencial según la definición clásica, es la percepción que tiene el usuario sobre la coherencia de esta asistencia coordinada, que recibe a lo largo del tiempo. 
La coordinación asistencial está identificada como herramienta de gestión clínica generadora de mejor calidad de vida y satisfacción de los usuarios; hecho que se hace más relevante en la atención de pacientes pluripatológicos o con enfermedades crónicas complejas. Esto ha hecho que los sistemas sanitarios la integren en los distintos planes de calidad para enfermedades crónicas complejas, de forma que figuren transversalmente en sus formas de trabajo y se incluya en la formación de los profesionales.
Los elementos que integran la continuidad asistencial se ha agrupado en 3 áreas: Continuidad de relación, de información y de gestión. 
- Continuidad de relación: Hace referencia al vínculo entre el paciente y su médico de atención primaria o de atención hospitalaria.
- Continuidad de información: Hace referencia a la transferencia de la información clínica.
- Continuidad de gestión: Hace referencia a la coherencia de los cuidados establecidos para el paciente y a la accesibilidad que tiene el paciente para acceder a ambos niveles.

## La Coordinación asistencial en España
En España, se impulsa esta iniciativa en la década de los años 90. Inicialmente en el 1995 con el análisis del grupo de trabajo de la semFYC (Sociedad Española de Medicina de Familia y Comunitaria) sobre relación entre niveles asistenciales, y posteriormente por las recomendaciones de consenso entre la SEMI  (Sociedad Española de Medicina Interna) y la semFYC en 1997. En Andalucía la incorporación de la gestión por procesos asistenciales integrados en 2002, ha facilitado la consecución de elementos de coordinación con gran parte de las enfermedades más prevalecientes.
La coordinación asistencial tiene un ámbito extrahospitalario, y otro intrahospitalario. El primero implica la actividad desarrollada entre los profesionales de atención primaria y los profesionales de atención especializada. La intrahospitalaria, hace referencia a todos los profesionales hospitalarios que atienden al paciente en las distintas áreas (urgencias, observación, planta de hospitalización, hospital de día, consultas, etc). Los modelos que desarrollan esta actividad en los distintos hospitales, no son homogéneos, ya que se ajustan tanto a las características de funcionamiento previo del hospital y del distrito sanitario, habiéndose desarrollado fundamentalmente la coordinación asistencial extrahospitalaria. Los elementos claves establecidos que permiten aproximarse a la coordinación asistencial son:
- Evaluación y Asistencia Integral: Se debe realizar una evaluación clínica, funcional, psicoafectiva y sociofamiliar, proporcional a las necesidades de la persona.
- Sentido de pertenencia: Atención sectorizada por localidades en consultas y Hospitalización. De esta forma los pacientes pueden ser atendidos por grupos de profesionales que conocen los aspectos socio-sanitarios de la localidad de procedencia de los pacientes, facilitando la atención en los reingresos.
- Decisiones compartidas en el ámbito del paciente y Sistemas de ayuda a la toma de decisiones.Se conforman al menos por estos dos elementos.

-Binomio Internista de referencia-Médico de Familia y Enfermera de Hospital-Enfermera de Primaria. Establecimiento de reuniones clínicas entre especialistas de ambos niveles, donde se analizan problemas de pacientes. Esta actividad se suele desarrollar en el centro de salud. 
-Accesibilidad a exámenes complementarios. Disponibilidad desde atención primaria a agendas de exámenes complementarios habituales, incluyendo los operadores-dependientes. 
- Sistemas de Información comunes. Hace referencia a la existencia de historia clínica digital compartida.

Existen experiencias de continuidad asistencial, fundamentalmente entre especialistas en medicina interna y médicos de atención primaria. Destacan las del Hospital Infanta Margarita de Cabra, la UCAMI (Unidad Clínica de Atención Médica Integral) del Hospital Virgen del Rocío, la UCA (Unidad de continuidad asistencial) del Hospital de Valme, el GAMIC (Grupo para la asistencia médica integrada y continua de Cádiz), la UPPAMI  (Unidad de Pacientes con Pluripatología y Atención Médica Integral) del Hospital 12 de Octubre y finalmente la del Hospital S. Juan de Dios del Aljarafe.